# PGC 31923
LEDA/PGC 31923, auch Spinnengalaxie genannt, ist eine irreguläre Galaxie vom Hubble-Typ Im im Sternbild Kleiner Löwe am Nordsternhimmel. Sie ist schätzungsweise 27 Millionen Lichtjahre von der Milchstraße entfernt.